# Орчард (Тексас)
Орчард (енгл. Orchard) град је у америчкој савезној држави Тексас. По попису становништва из 2010. у њему је живело 352 становника.

## Демографија
Према попису становништва из 2010. у граду је живело 352 становника, што је 56 (13,7%) становника мање него 2000. године.
| Група             | 2000.       | 2010.       |
| Белци             | 278 (68,1%) | 205 (58,2%) |
| Афроамериканци    | 33 (8,1%)   | 15 (4,3%)   |
| Азијати           | 0 (0,0%)    | 1 (0,3%)    |
| Хиспаноамериканци | 92 (22,5%)  | 128 (36,4%) |
| Укупно            | 408         | 352         |